# Sixtus Ogbuehi
Sixtus Ogbuehi (Owerri, Nigeria, 15 de marzo de 2003) es un futbolista nigeriano que juega como delantero centro en el Club Atlético Osasuna B, cedido por el CD Eldense.

## Trayectoria
Nacido en Owerri, Ogbuehi jugó en el Campos FC de la Liga Nacional de Nigeria durante la temporada 2021-22, anotando nueve goles en 16 partidos. Posteriormente, se trasladó a España, donde fichó por el Moralo CP para jugar en su filial de la Primera División Extremeña, antes de fichar el 29 de enero de 2023 por el Club Polideportivo Montehermoso de la Tercera Federación en calidad de cedido.
En julio de 2023, Ogbuehi regresó al Moralo CP de la Tercera Federación y ascendió al primer equipo en agosto tras renovar con el club. El 1 de febrero de 2024, tras anotar ocho goles en tan solo 14 partidos, firmó un contrato de dos años y medio con la Agrupación Deportiva Ceuta Fútbol Club y fue destinado al filial de la Tercera Federación.
El 8 de julio de 2024, tras anotar diez goles con la Agrupación Deportiva Ceuta Fútbol Club B, Ogbuehi firmó un contrato de tres años con el CD Eldense de la Segunda División de España, reteniendo la Agrupación Deportiva Ceuta Fútbol Club el 40% de una futura venta.
El 1 de septiembre de 2024, debutó como profesional con el primer equipo del CD Eldense en la Segunda División de España, en la derrota en casa por 2-1 ante el FC Cartagena.
El 14 de enero de 2025, Ogbuehi fue cedido al CA Osasuna B de Primera Federación hasta el final de la temporada.

## Clubes
| Club                       | País    | Año             | Partidos | Goles |
| -------------------------- | ------- | --------------- | -------- | ----- |
| Campos F.C.                | Nigeria | 2021-2022       | 16       | 9     |
| Moralo C.P. "B"            | España  | 2022-2023       | 4        | 1     |
| C.P. Montehermoso (Cedido) | España  | 2023            | 13       | 2     |
| Moralo C.P.                | España  | 2023-2024       | 14       | 8     |
| A.D. Ceuta B               | España  | 2024            | 19       | 10    |
| C.D. Eldense               | España  | 2024-actualidad | 7        | 0     |
| C.A. Osasuna B (Cedido)    | España  | 2025-actualidad | 18       | 4     |